# 赤須賀神明社
赤須賀神明社（あかすかしんめいしゃ）は、三重県桑名市赤須賀にある神社。桑名市では桑名宗社以外で石取祭が行われている神社の一つである。

## 歴史
1561年（永禄4年）、三河国市場村（現在の愛知県額田郡幸田町市場）から移住して来た市場茂右衛門秀高とその家臣（関村・大島・安田・大橋・大河内・加藤・星野・水谷・鬼頭）らによって漁師町の赤須賀村が開発された。
三河一向一揆が勃発した1563年（永禄6年）の9月11日に、三河国祈願所の神明社御霊代を移遷奉祭したのが赤須賀神明社の始まりである。
江戸時代になると東海道が整備された。桑名宿から宮宿（熱田）を往来する七里の渡しに一番近い神明社だったことから、海上安全の神社として崇敬された。参勤交代で江戸へ行く大名行列は、桑名に着くと赤須賀神明社へ参詣して海上の安全を祈願した。大名が乗る御座船を操縦したのは赤須賀村の水夫達であり、赤須賀神明社には御座船の模型が奉納されている。
1886年（明治19年）から始まった木曽三川分流工事のため揖斐川の沿岸が削られ、新しく北の方が埋め立てられて、赤須賀神明社は村の北端に移転した。
1945年（昭和20年）7月の桑名空襲で社殿と辨天町以外の5台の祭車が焼失したが、戦後に再建された。
1981年（昭和56年）12月11日、赤須賀神明社石取祭が桑名市無形民俗文化財に指定された。2023年（令和5年）3月、赤須賀村と桑名町が合併してから100年を迎えたことを記念して、赤須賀神明社が記念誌を発行した。

## 本社
- 赤須賀神明社（主神:天照大神）
- 令殿 - 1907年（明治40年）12月13日に境内の6社と東野の3社を合わせて浦安神社とし、1908年（明治41年）10月4日に全て本社に合祀。
  - 鹿嶋社（建御雷男命） - 1765年（明和2年）に鹿島神宮より勧請。
  - 稲荷社（宇迦之御魂命 - 1799年（寛政11年）に伏見稲荷より勧請。
  - 火鎮社（火之迦具土神） - 1824年（文政7年）に桑名藩主の命より奉祭。
  - 厳島社（市杵島姫命）
  - 出雲社（大国主神・事代主神）
  - 津島神社（建速須佐之男命）

## 境内

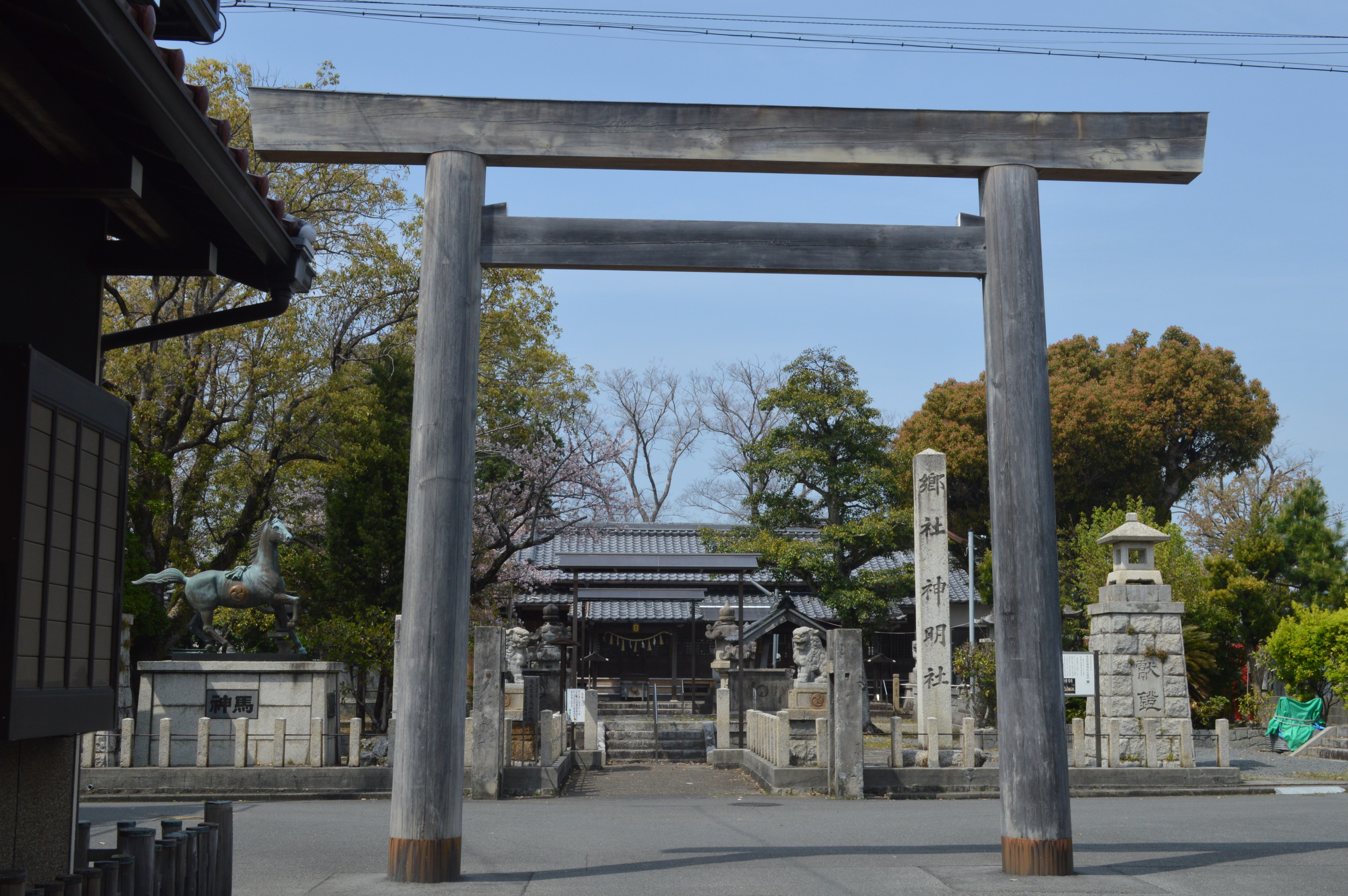
鳥居

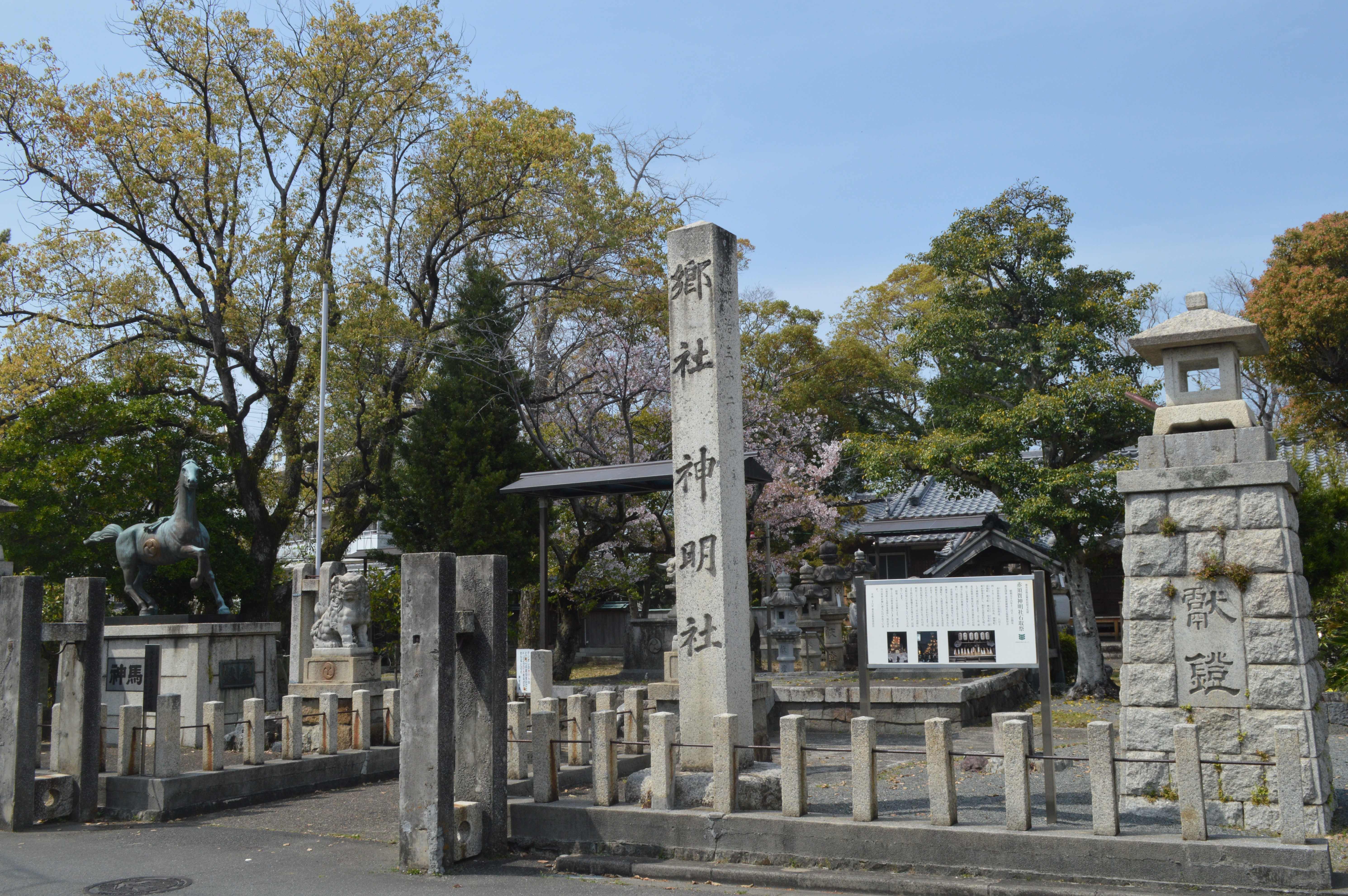
境内

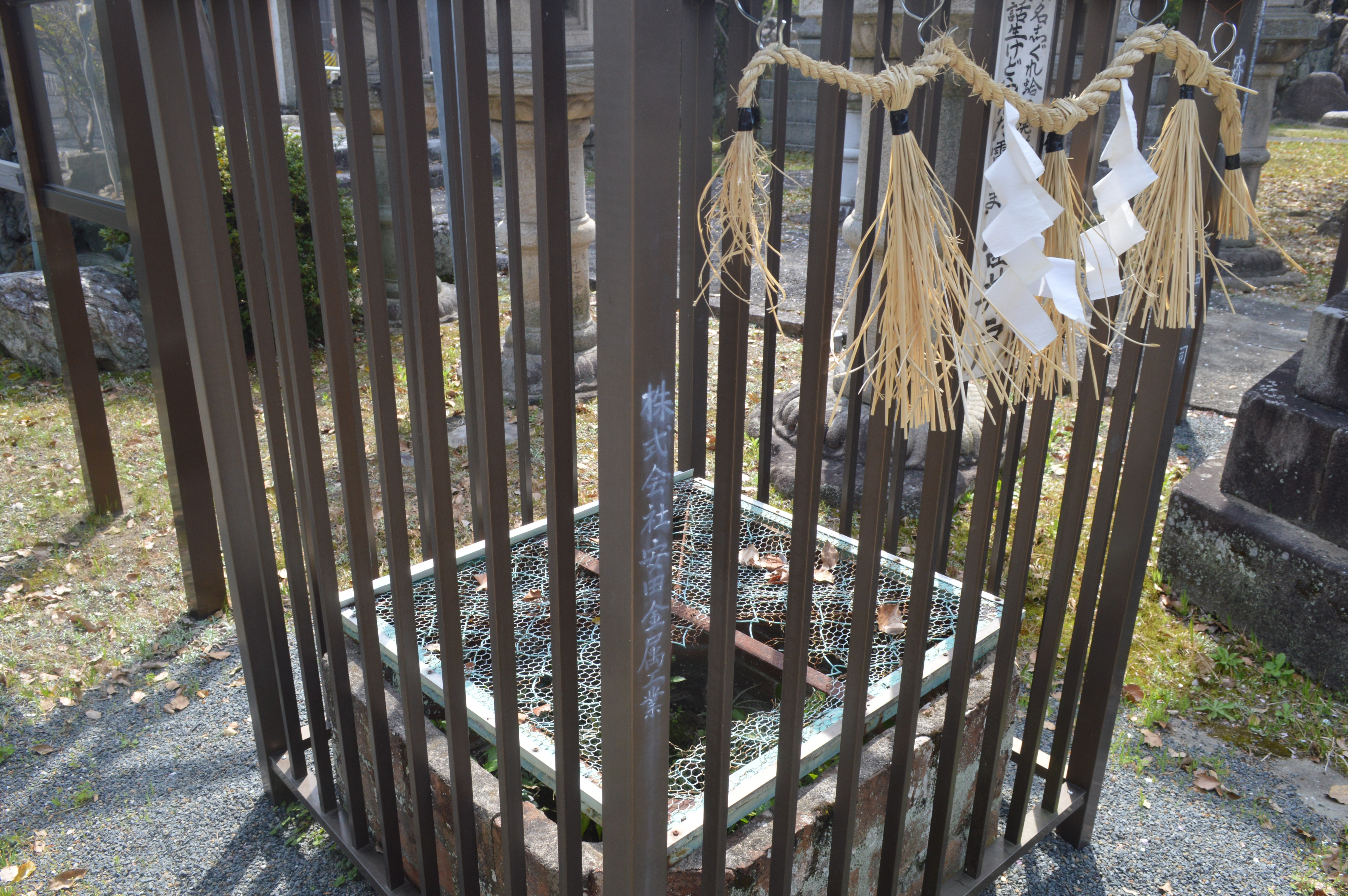
雷井戸

### 摂社
- 一目連神社（天目一箇命） -1791年（寛政3年）5月に多度大社より水災除守護神として勧請。

### 境内末社
- 恵比寿社（大国主神・事代主神） - 1906年（明治39年）に赤須賀村営の魚市場の守護神として奉祭。
- 赤須賀稲荷神社（正一位稲荷大神熊鷹大神） -1954年（昭和29年）7月28日に社殿を設立し、1956年（昭和31年）1月12日に京都の伏見稲荷より勧請。

### 境外末社
- 東野神社（桑名市東野字鎌堀196番地の1） - 1883年（明治16年）に赤須賀猟師町の二番組が堤上に遷座。1908年（明治41年）に赤須賀神明社に合祀の後、1954年（昭和29年）5月13日に社殿を設立し、東野へ分祀遷御。
  - 火産霊社（火産霊神） - 往古より赤須賀神明末社と伝わる。
  - 多度社（天津彦根命） - 1806年(文化3年)に多度大社より勧請。
  - 三輪社（大物主神）

### 鳥居
滝原宮の第一鳥居を下賜されている。

## 祭礼
- 8月14日 - 石取御神事叩出
- 8月15日 - 試楽
- 8月16日 - 本楽渡祭
- 10月11日 - 赤須賀神明社例大祭
- 10月27日 - 摂社一目連神社例大祭

### 赤須賀神明社の石取祭
赤須賀神明社の石取祭は、江戸時代初期から桑名市街の石取祭とは別に行われていたが、桑名城主の松平氏が有事の際に備え領民に兵糧運搬と投擲用の小石を運ばせたのが始まりとされ、祭唄の"おかっつぁん"は、赤須賀の娘を歌ったものと伝えられている。
石を奉納することは伊勢神宮の"お白石持ち行事"に通じるものであり、当初は舟で川曳きであったが、後に山車で陸曳き献納されるようになった。祭礼用の山車は祭りに迎える神霊の依り代であり、迎えた神を賑やかし慰撫する造形物であるとされ山形十二張提灯の最上部にある御幣はその象徴である。

## 交通アクセス
- JR関西本線または近鉄名古屋線桑名駅から三重交通バスで「神明社前」バス停下車後徒歩約1分